# Jo (cântăreață)
Ioana Anuța, pe numele său de scenă Jo (n. 29 august 1994, Slatina, județul Olt, România), este o cântăreață română, cunoscută pentru participarea la emisiunea "X Factor", unde a ieșit pe locul 2.
În anul 2019, DreamWorks Animation cooptează artista pentru a interpreta coloana sonoră a serialului Spirit cu sufletul liber în cadrul unui episod special denumit "La mulți ani Spirit !", disponibil pe Netflix.

## Biografie
Pe numele său complet, Ioana Bianca Anuța, s-a născut în Slatina, la 29 august 1994, orașul în care a absolvit Colegiul Național „Radu Greceanu”, profil bilingv. La vârsta de 13 ani a început să studieze teorie muzicală și canto cu Crina Mardare, iar din 2013 studiază actoria, secția teatru, la Universitatea "Hyperion" din București.

## Cariera muzicală
Începuturile sale muzicale coincid cu lansarea trupei de rock alternativ X-plod, la vremea aceea singura trupă de rock formată din copii. Timp de aproximativ 3 ani de zile, Ioana a fost solista trupei, participând la numeroase concursuri muzicale.
În anul 2009, a participat în Finala Eurovision Junior România cu piesa „Girls don’t cry”.
În 2012 a fost în cadrul concursului "X Factor", și se clasează pe locul al doilea în finala concursului. Ioana Anuța a fost eleva lui Dan Bittman.
După experiența de la "X Factor", Ioana Anuța devine Jo și colaborează cu alți artiști din muzica românească în emisiunea „Te cunosc de undeva”.
Vara anului 2013 îi aduce rolul de prezentatoare în cadrul emisiunii de divertisment, numită Vara pe val difuzată pe TVR, moderând zilnic emisiunea, în direct, de la malul mării.
În 2014, colaborează cu UDDI pentru single-ul „Lasă-mă pe mine”. Tot în 2014, Jo lansează o nouă piesă, în colaborare cu Dorian Popa, piesa se numește „Dragoste nebună” și este compusă de către artistă, alături de Boier Bibescu, Alex Cotoi, Nonis G și Adrian Țuțu.
În 2015, Jo lansează primul single/ solo, numit „Șoapte”, în colaborare cu Randi, care are un mare succes în cariera ei. După câteva luni, tot în 2015, Jo colaborează in continuare cu Randi și lansează single-ul și videoclipul „Până vara viitoare”.
În noiembrie 2015, Jo colaborează cu Geørge (ex Jorge) pentru single-ul „Nimeni nu-i perfect”, lansat alături de un videoclip care traduce în imagini o serie de trăiri care duc cu gândul la filmele retro de la Hollywood.

## Discografie
- "Înapoi" (feat. Juju) - 2013
- "Nimeni" (feat. Ovi) - 2013
- "Lasă-mă pe mine" (feat. UDDI) -- 2014
- "Dragoste nebună" (feat. Dorian Popa) - 2014
- "Minciuna" (feat. Bibanu MixXL) - 2014
- "Șoapte" - 2015
- "Până vara viitoare" -  (feat. Randi) - 2015
- "Nimeni nu-i perfect" (feat. GEØRGE) - 2015
- "Mesajul meu" - 2016
- "Cu un picior în rai" - 2016
- "Pentru liniște" - (feat. El Nino) - 2017
- "Que Sera, Sera - 2017
- "Taci inima" (feat. Shift) - 2017
- Mă întreabă inima" - (feat. Randi) - 2017
- "Stinge-mi luna" - 2017
- "Eu știu" (feat. El Nino) - 2017
- "Cine ești tu pentru mine" - (feat. Cristian Sanda) - 2017
- "Cana" - 2017
- "În lipsa ta" - 2018
- "Copilul" - 2018
- "Maria" - 2018
- "Sangria" - 2018
- "Cu Inima" (feat. Cabron) - 2018
- "Cu Banii" (feat. What's UP) - 2019
- "Răpitor" - 2019
- "Ochelari de soare" (feat. Horia Brenciu) - 2019
- "Caută mă" (feat. Juno) - 2019
- "Dor peste noi" - 2019
- "Suflete de sticla"  (feat. Emilian) - 2019
- "Lacrimile" - 2020
- "Noapte polară" - 2020
- "126" - 2020
- "Adio" - 2020
- "Iubirea mea" - 2020
- "Vestirea nașterii lui" (feat. Mario Fresh) - 2020
- "Fluturii" (feat. Liviu Teodorescu) - 2021
- "Mă mai ia" (feat. Juno) - 2021
- "Mulțumesc" (feat. Vlad Munteanu & Mario Fresh) - 2021
- "Vocea ta" - 2021
- "Dorul" - 2021
- "Ploaie de vară" - 2021
- "Ziua lu' Ioana" - 2021
- "Dacă m-ai iubit cândva" (feat. Florian Rus) - 2021
- "Rumba" (feat. Johnny Made This, Matteo & Juno) - 2022
- "Fără tine" - 2022
- "Destine" (feat. Shift) - 2022
- "Soare" (feat. Ruby) - 2022
- "Puerto Rico" - 2022
- "Nu Mă Mai" - 2022
- "La Mal" (feat. Cabron) - 2023
- "Aripi" - 2023
- "Nimeni nu ne poate despărți" (feat. Juno) - 2023
- "ULELELE" - 2023
- "Zori de Ziua" (feat. La Familia) - 2023
- "Tot la tine mă intorc" - 2023
- "Ultimul dans" (feat. Lino Golden) - 2024
- "Încă O Noapte" (feat. Shfit) - 2024
- "Cel mai scurt drum" (feat. Liviu Teodorescu) - 2024
- "Să mai petrecem" - 2024
- "S-a Rupt Lanțul De Iubire" (feat. Damian & Brothers, What's UP & Dan Ciotoi) - 2024
- "Să curgă șampania" - 2024
- "Ultimul sărut" (feat. DJ Project) - 2024

## Legatură externe
- Ioana Anuța pe Facebook